# Ratei Takpara
Ratei Takpara (ur. 12 czerwca 1974) – togijski piłkarz grający na pozycji obrońcy.

## Kariera klubowa
W swojej karierze piłkarskiej Takpara grał w klubach: Entente II (do 1992), AC Semassi FC (1993-1997) i US Ben Guerdane (1997-1998).

## Kariera reprezentacyjna
W 1998 roku Takpara został powołany do reprezentacji Togo na Puchar Narodów Afryki 1998. Rozegrał na nim trzy mecze: z Demokratyczną Republiką Konga (1:2), z Ghaną (2:1) i z Tunezją (1:3). Od 1992 do 1998 rozegrał w kadrze narodowej 18 meczów.